# Henryk Nowakowski
Henryk Nowakowski (* 31. Dezember 1913 in Berlin; † 30. Juli 1992 in Hamburg) war ein deutscher Internist, Endokrinologe und Onkologe.

## Leben
Henryk Nowakowski studierte an der Friedrich Wilhelm Universität in Berlin Medizin. Am 18. April 1933 wurde er immatrikuliert, 1939 erhielt er die Approbation und wurde promoviert. Seine internistische Ausbildung begann er am Oskar-Ziethen-Krankenhaus bei v.Hoesslin in Berlin-Lichtenberg, daneben war er als Volontärarzt in Lübeck bei Karl Hansen und von November 1940 bis Mitte Januar 1941 am Städtischen Krankenhaus Potsdam II unter F.K.Störring (Potsdam-Babelsberg) tätig. Im Februar 1942 erreichte ihn der Einberufungsbefehl zum Dienst als Truppenarzt in der deutschen Wehrmacht, nach Eintritt in die 29. Infanterie-Division wurde er in den Raum Smolensk verlegt. Er versorgte als Arzt sowohl Soldaten der Wehrmacht als auch, nach eigenen Erzählungen, sowjetische Zivilpersonen. Dort erkrankte er an Fleckfieber und wurde im Juni 1942 zur Genesung erst nach Belgien, dann nach Nord-Frankreich verlegt.
Nach Absetzung von Benito Mussolini und Landung der Alliierten 1943 auf Sizilien und Süd-Italien wurde Henryk Nowakowski mit der inzwischen in 29. Panzergrenadier-Division umbenannten Einheit nach Kalabrien verlegt. Er nahm am gesamten Italienfeldzug teil und gelangte 1945 in Kriegsgefangenschaft, erst im Lager Ghedi/Nord-Italien, dann im Lager Bad Aibling/Oberbayern. Auch in Italien war er ärztlich nicht nur als Stabsarzt für die Wehrmacht-Angehörigen, sondern auch für die italienische Zivilbevölkerung zuständig.
Nach Entlassung aus der Kriegsgefangenschaft 1946 erhielt er am 1. Februar eine planmäßige Assistentenstelle an der Medizinischen Universitätsklinik in Jena bei W.H.Veil. Er entschied sich dort auch auf Rat und mit Unterstützungs seines Lehrers Veil für eine wissenschaftliche Tätigkeit auf dem Gebiet der Neuroanatomie und Neurophysiologie. Von Februar 1948 bis 1950 war er am Max-Planck-Institut für Hirnforschung in Gießen und Göttingen tätig. 1950 erhielt er dann als einer der ersten Deutschen nach dem Krieg die Einladung des US Public Health Service zu einer Vortrags-Reise in die USA, die ihn zu führenden amerikanischen Endokrinologen an Universitäten wie Harvard, Yale und Johns Hopkins führte.

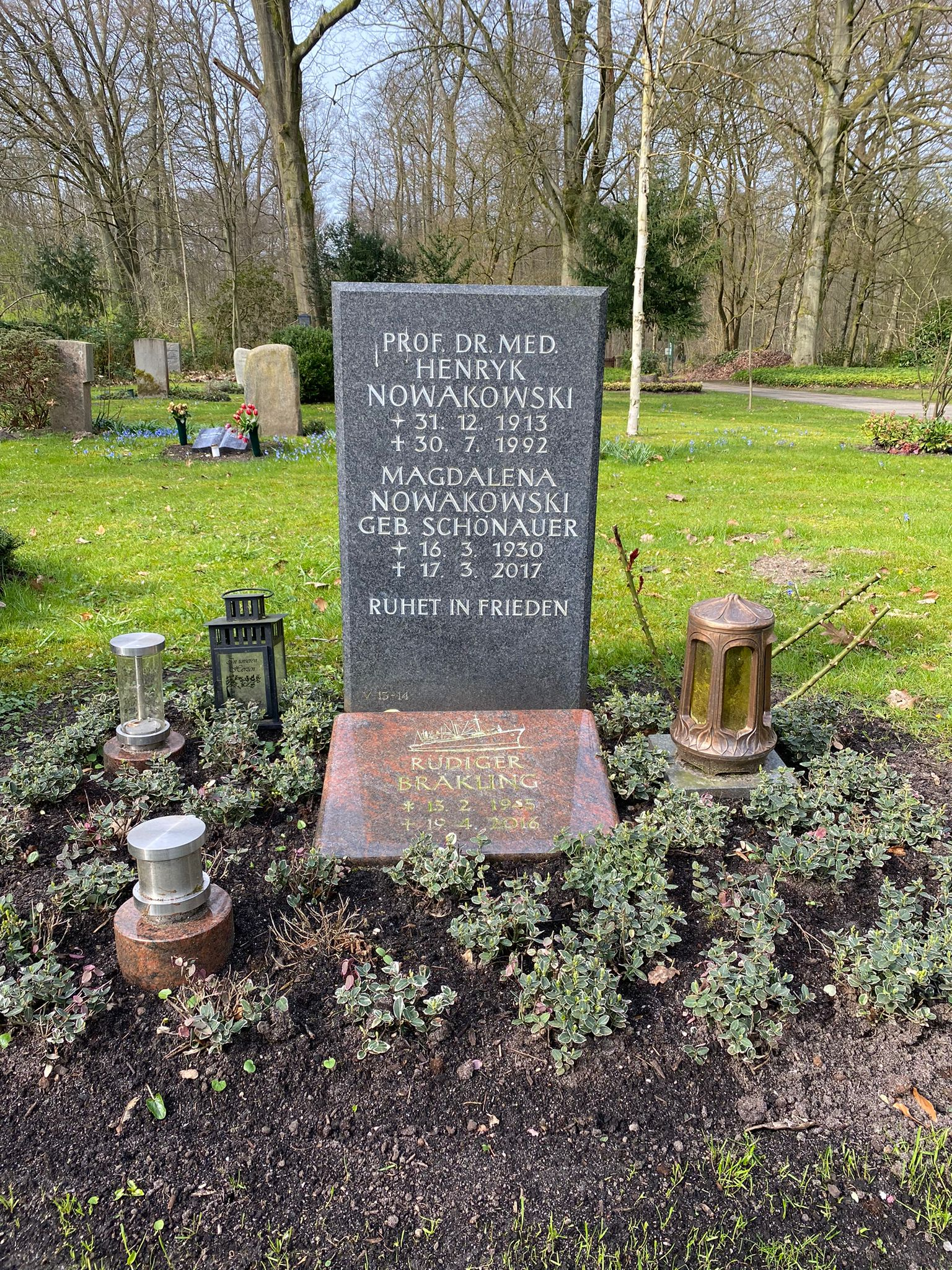
Grabstätte auf dem Friedhof Wohldorf (Lage V 13)

Für das damals junge Fach Endokrinologie war Arthur Jores in Hamburg seine nächste Anlaufstelle. 1951 erhielt er eine wissenschaftliche Assistentenstelle an der Universitätsklinik in Hamburg und erlangte den Facharzt für Innere Medizin, er habilitierte sich dort 1953, wurde 1958 zum Oberarzt der Klinik, 1959 zum apl. Professor und 1965 zum Leitenden Oberarzt ernannt. Nach der Emeritierung seines Lehrers Jores wurde Nowakowski Geschäftsführender Direktor der II. Medizinischen Klinik der Universitätsklinik Hamburg-Eppendorf und vertrat das Ordinariat für Innere Medizin von 1968 bis 1979, seinem altersgemäßen Ausscheiden aus seiner Tätigkeit an der Universitätsklinik.
Seine wissenschaftlichen Tätigkeiten und Schwerpunkte waren die Endokrinologie, später die Onkologie mit besonderer Betonung der endokrinen Therapie hormonabhängiger Tumorerkrankungen.
1979 trat er in die von Hartmut Horst und Walter Weber in Hamburg gegründete Onkologische Schwerpunktpraxis am Lerchenfeld ein und praktizierte dort u. a. als Kassenarzt bis 1988.
Von 1980 bis zu seinem Tode war er Vorsitzender der Hamburger Krebsgesellschaft und von 1976 bis zu seinem Tode Vorstandsmitglied des Tumorzentrums Hamburg seit dessen Gründung.
1961 heiratete er Magdalena Schönauer (1930–2017), aus der Ehe gingen drei Kinder hervor.
Nowakowski war als Abteilungsdirektor an der Universitätsklinik und Poliklinik Hamburg-Eppendorf tätig und hatte einen Lehrstuhl für Endokrinologie inne.
Am 30. Juli 1992 verstarb Henryk Nowakowski nach kurzer, schwerer Krankheit in Hamburg, er ist dort auf dem Waldfriedhof in Wohldorf-Ohlstedt beerdigt.

## Auszeichnungen
- 1959: Dr.-Martini-Preis
- 1974: Ludolf-Brauer-Medaille
- 1978: Wilhelm-Warner-Preis[1]
- 1959: Ehrenmitglied der Sociedad de Endocrinologia y Metabologia Mexico
- 1965: Mitglied der Royal Society of Medicine, London
- 1966: Mitglied der New York Academy of Sciences
- 1988: Ehrenmitglied der Deutschen Gesellschaft für Endokrinologie

## Schriften (Auswahl)
- mit Arthur Jores: Praktische Endokrinologie und Hormontherapie nichtendokriner Erkrankungen. Thieme, Stuttgart 1976, ISBN 3-13-355904-4.
- Stoffwechselwirkungen der Steroidhormone. Springer, Berlin, Göttingen, Heidelberg, 1955.
- Probleme der fetalen Endokrinologie. Springer, Berlin / Göttingen / Heidelberg 1956.
- Gewebs- und Neurohormone. Springer, Berlin, Göttingen, Heidelberg, 1962.
- Die endokrine Behandlung des Mamma- und Prostatacarcinoms. Springer, Berlin / Göttingen / Heidelberg 1961.
- Praktische Endokrinologie und Hormontherapie nichtendokriner Erkrankungen. Thieme, Stuttgart, 1964.
- mit Arthur Jores: Praktische Endokrinologie. Thieme, Stuttgart 1960.
- Der gegenwärtige Stand der endokrinen Therapie in der Palliativbehandlung des metastasierenden Mamma-carcinoms der Frau. In: Der Chirurg. Band 39, 1968, S. 258 ff.